# Ákra Psaromíta
Ákra Psaromíta (Cape Psaromíta, Psaramyto Point, Psaramyta Point) är en udde i Grekland.   Den ligger i prefekturen Fokis och regionen Grekiska fastlandet, i den centrala delen av landet, 140 km väster om huvudstaden Aten.
Terrängen inåt land är varierad. Havet är nära Ákra Psaromíta åt sydost.  Närmaste större samhälle är Aígio, 12,0 km sydväst om Ákra Psaromíta. 